# Philippe Morrisson
Pas d'image ? Cliquez ici

a Compétitions nationales et continentales officielles uniquement.

Philippe Morrisson, né le 3 juin 1959 à Saint-Jean-de-Luz, est un joueur de rugby à XV, qui a joué avec l'Association sportive de Béziers Hérault, évoluant au poste de demi de mêlée.

## Carrière de joueur
Il joue avec le Saint-Jean-de-Luz olympique rugby avant de rejoindre l'AS Béziers avec qui il remporte deux titres de champion de France en 1980 et 1981. Puis il joue avec le Stade bagnérais. En 1986, il rejoint le Montpellier rugby club à sa création à la suite de la fusion du stade montpelliérain et du Montpellier Paillade Sport Club. Il est le premier capitaine de l'équipe montpelliéraine. En 1987, il devient entraîneur adjoint du club au côté de Yvan Buonomo, et ce jusqu'en 1989.

## Palmarès
- Championnat de France de première division :
  - Champion (2) : 1980 et 1981
- Challenge Yves du Manoir :
  - Finaliste (2) : 1980 et 1981